# Chorra (tango)
Chorra es un tango cuya letra y música pertenecen a Enrique Santos Discépolo que fue estrenado por Marcos Caplán el 4 de abril de 1928 en el Teatro Apolo, si bien otra versión atribuye el estreno a Sofía Bozán en el teatro Sarmiento con el antiguo título de Cuando te apaguen la vela. Diversos intérpretes lo grabaron desde ese mismo año, comenzando por el registro de Ignacio Corsini con acompañamiento de guitarras en el mes de mayo. El protagonista relata el desengaño amoroso sufrido cuando una  mujer simuló estar enamorada y  le quitó sus bienes que tenía.

## El autor
Enrique Santos Discépolo (Buenos Aires, 27 de marzo de 1901 - Buenos Aires, 23 de diciembre de 1951) fue un compositor, músico, dramaturgo y cineasta argentino. Entre los tangos de autoría que se recuerdan especialmente se encuentran Cambalache ,  Esta noche me emborracho , Uno  y  Qué vachaché . También era conocido como Discepolín ya que tenía un hermano, Armando Discépolo, que era un destacado director teatral y dramaturgo.

## Historia
El actor cómico Marcos Caplán estrenó el tango en el teatro Apolo el 4 de abril de 1928, en la obra teatral Las horas alegres de autoría de los hermanos Antonio y Arturo De Bassi, empresarios  relacionados con el tango y con Armando Discépolo.
El Ministerio de Marina del que dependía en ese momento el control de las radioemisoras del país, por una resolución de 1929 prohibió la difusión por ese medio de los tangos de Enrique Santos Discépolo,  Esta noche me emborracho , Chorra y Qué vachaché
A partir de 1943 en el marco de una campaña iniciada por el gobierno militar que obligó a suprimir el lenguaje lunfardo, como así también cualquier referencia a la embriaguez o expresiones que en forma arbitraria eran consideradas inmorales o negativas para el idioma o para el país obligó a reformar algunas letras para permitir su difusión radiofónica. Así que el tango Chorra cuando dice “chorra, vos tu vieja y tu papá” debió trocarse por “ladrona, tu padre y tu mamá”.
Las restricciones continuaron al asumir el gobierno constitucional del general Perón y en 1949 directivos de Sadaic le solicitaron al administrador de Correos y Telecomunicaciones en una entrevista que se las anularan, pero sin resultado. Obtuvieron entonces una audiencia con Perón, que se realizó el 25 de marzo de 1949, y el presidente –que afirmó que ignoraba la existencia de esas directivas- las dejó sin efecto.
Dice Álvaro Ojeda que en este tango hay momentos sublimes del mejor humor discepoliano. La mujer que estafa al carnicero es retratada en su falsía con unos versos que se utilizan hoy en día como síntesis del desengaño:

Hoy me entero que tu mama
-noble viuda de un guerrero-
es la chorra de más fama
que pisó la 33...
Y he sabido que el guerrero
que murió lleno de honor,
ni murió ni fue guerrero
como me engrupiste vos.
Discépolo hace un juego de palabras, porque la mujer lo enganchó para estafarlo y robarle sus bienes, entre los cuales estaba la ganchera.
Discépolo narró en Chorra una historia que había ideado o fantaseado, pero ocurrió que un día en que estaba en la esquina del Mercado del Plata un hombre alto y fortachón con delantal de carnicero y una gran cuchilla en la cintura, le pregunto si era Discépolo y ante su respuesta afirmativa le espetó: ¿Quién le contó a usted lo que me pasó con la sinvergüenza de mi mujer y además quien le dijo que podía contárselo a toda la ciudad? Discépolo no atinó a responder antes que el hombre siguiera: Ud. me ha vengado y ahora todos saben lo mala que esa mujer fue conmigo, gracias. Discépolo, con la lógica emoción, no se animó a contarle que la historia era inventada y se despidió del carnicero que estaba al borde de llanto.

## Aclaraciones sobre el vocabulario
En 1935 cuando estaban en gira por España, Tania y Discépolo repartían antes de la función entre los espectadores hojas con aclaraciones sobre el significado de los lunfardismos y demás términos usados.
- Afanar: robar.[8]
- Afilar: cortejar, galantear. Proveniente del italiano popular filare,[9]
- Botón: agente de policía.[10]
- Cachar: agarrar, tomar (proveniente del andalucismo cazar), embromar, burlarse (derivado del portugués cachar, dar chascos.[11]
- Cero: máquina de afeitar número cero empleada para pelar al rape.[12]
- Chorro/a: ladrón (del calé chorar)[13]
- Dejar en la palmera: dejar en la pobreza, por alusión a la avenida de las palmeras por donde regresaban a pie los perdidos del Hipódromo de Palermo.[14]
- Engrupir: engañar, seducir.[15]
- Estar en cana: estar preso.[16]
- Gil: bobo, tonto (del caló jil).[17]
- Malandra, malandrín: delincuente.
- Rajar: irse, marcharse (del caló najar).[18]
- Rebusque: artificio, astucia. Actualmente acogido como argentinismo en el DRAE.[19]
- la Treinta y Tres: se refiere a la comisaría de ese número ubicada en el barrio de Belgrano, en la ciudad de Buenos Aires.[7]
- Yugar: trabajar.[20]